# Réclère

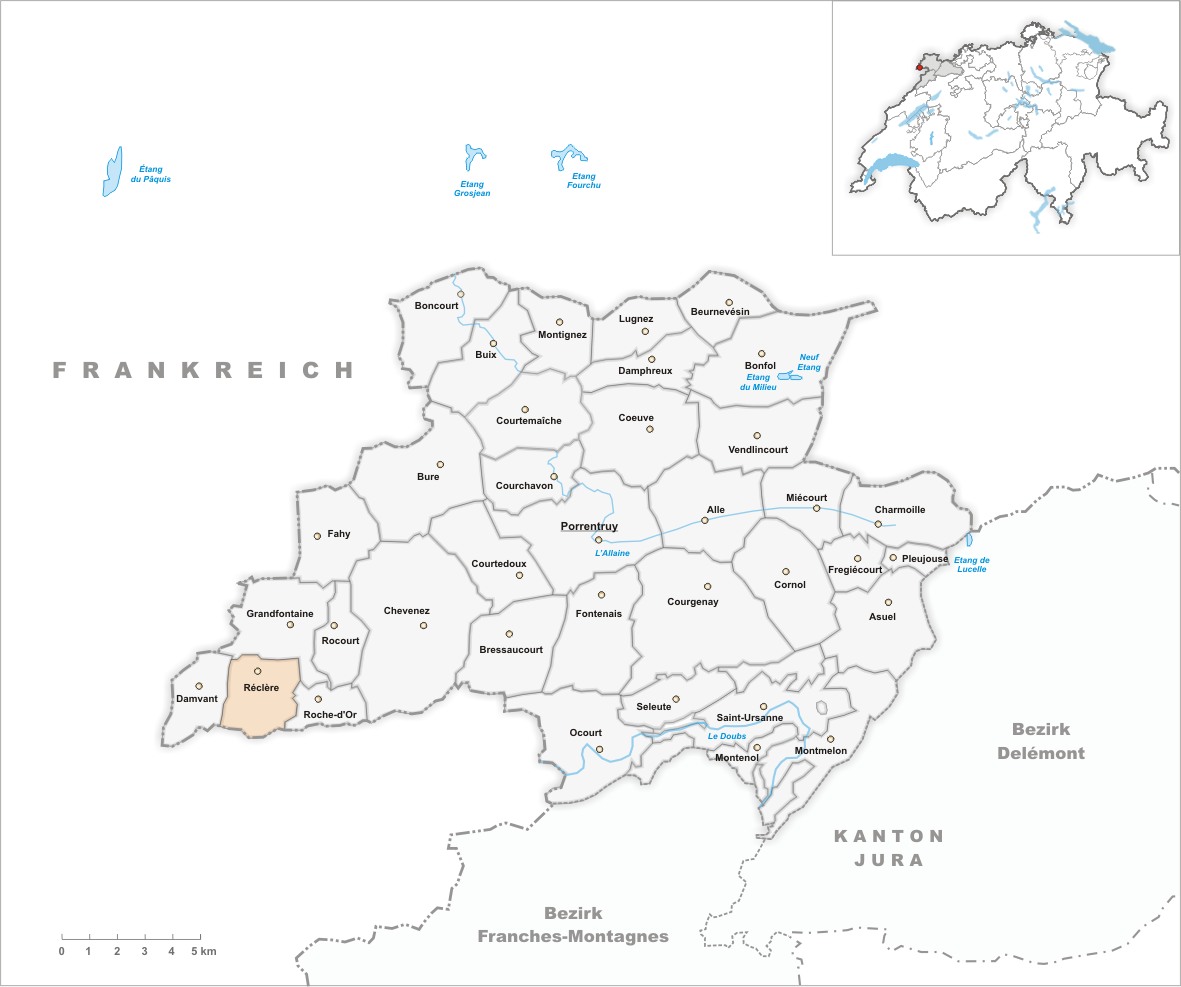
Gemeindestand vor der Fusion am 1. Januar 2009

Réclère (frz. [ʀɛ̝klɛ̝ʀ], in einheimischer Mundart [(a) reˈʃer]) ist ein Dorf und eine ehemalige politische Gemeinde im Distrikt Porrentruy des Schweizer Kantons Jura und ist heute Teilort der Gemeinde Haute-Ajoie.

## Geographie
Réclère liegt auf 590 m ü. M., zwölf Kilometer westsüdwestlich des Bezirkshauptortes Porrentruy (Luftlinie). Das ehemalige Strassenzeilendorf erstreckt sich am nördlichen Talhang einer Senke am Nordfuss der Jurakette des Lomont, im Westen der Ajoie (deutsch Elsgau).
Die Fläche des 6,2 km² grossen ehemaligen Gemeindegebietes umfasst das einen Kilometer breite Hochtal von Réclère, das kein oberirdisches Fliessgewässer zeigt. Im Norden wird die Senke von den Hügelzügen von Perchet (664 m ü. M.) und La Clef (644 m ü. M.) begrenzt. Nach Süden reichte das Gemeindegebiet auf den Kamm der hier relativ niedrigen Lomontkette, die Réclère vom Tal des Doubs trennt. Der höchste Punkt von Réclère wird auf der Waldhöhe La Montagne mit 790 m ü. M. erreicht. Von der Gemeindefläche entfielen 1997 4 % auf Siedlungen, 39 % auf Wald und Gehölze und 57 % auf Landwirtschaft.
Zu Réclère gehören mehrere Einzelhöfe. Nachbargemeinden von Réclère waren Damvant, Grandfontaine und Roche-d’Or im Kanton Jura sowie Vaufrey im angrenzenden Frankreich.

## Bevölkerung
Mit 191 Einwohnern (Ende 2007) gehörte Réclère zu den kleinen Gemeinden des Kantons Jura. Von den Bewohnern sind 84 % französischsprachig und 16 % deutschsprachig (Stand 2000). Die Bevölkerungszahl von Réclère belief sich 1850 auf 321 Einwohner und 1900 auf 362 Einwohner. Infolge starker Abwanderung hat die Einwohnerzahl im Verlauf des 20. Jahrhunderts markant abgenommen.

## Wirtschaft
Réclère ist ein noch vorwiegend durch die Landwirtschaft geprägtes Dorf. Auch das lokale Kleingewerbe und die touristischen Einrichtungen bieten einige Arbeitsplätze an. Viele Erwerbstätige sind jedoch Wegpendler und arbeiten in der Region Porrentruy.

## Verkehr
Die ehemalige Gemeinde liegt an der Kantonsstrasse von Porrentruy über den Grenzübergang von Damvant nach Pont-de-Roide-Vermondans in Frankreich. Eine Seitenstrasse führt über die Lomontkette in das Doubstal nach Vaufrey. Durch den Postautokurs, der auf der Strecke von Porrentruy nach Damvant verkehrt, ist Réclère an den öffentlichen Verkehr angeschlossen.

## Geschichte
Seine erste Erwähnung findet das Dorf um 1150 als Resclires; der Name dürfte eine Variante des gemeinfreigrafschaftlichen Wortes çhériere/éçhè/réçhè ‚Lichtung‘ sein. 1283 kam Réclère unter die Herrschaft von Roche-d’Or. Vom 16. bis 18. Jahrhundert gehörte es zum Meieramt Chevenez, das in Abhängigkeit vom Fürstbistum Basel stand. 1766 fielen zahlreiche Häuser einem Dorfbrand zum Opfer. Von 1793 bis 1815 gehörte Réclère zu Frankreich und war anfangs Teil des Département du Mont-Terrible, ab 1800 mit dem Département Haut-Rhin verbunden. Durch den Entscheid des Wiener Kongresses kam die Gemeinde 1815 an den Kanton Bern, am 1. Januar 1979 schliesslich an den neu gegründeten Kanton Jura. Auf den 1. Januar 2009 wurde sie mit Chevenez, Damvant und Roche-d’Or zur neuen Gemeinde Haute-Ajoie vereinigt.
In den Jahren des Zweiten Weltkriegs lebte die Bäuerin Antoinette Theubet in Réclère. Zusammen mit der Herbergenwirtin Marthe Boillat in Courtedoux und in Abstimmung mit Institut Monnier der zionistischen Jugend in Versoix gelang es ihnen, Juden aus dem deutsch besetzten Frankreich in die Schweiz zu bringen, die sie zunächst geheim bei sich beherbergten.

## Sehenswürdigkeiten
Die Pfarrkirche Saint-Germain-et-Protais wurde 1860 im Stil des Neoklassizismus errichtet; die Glasfenster stammen von 1969. Bis 1802 gehörte Réclère zur Pfarrei Damvant. Gegenüber der Kirche steht das Anfang des 20. Jahrhunderts errichtete Schulhaus. Im Ortskern sind noch zahlreiche charakteristische Bauernhäuser mit Bogenscheunentor aus dem 19. Jahrhundert erhalten.
Eine besondere Sehenswürdigkeit ist die Höhle von Réclère (franz. Grottes de Réclère). Die Ende des 19. Jahrhunderts entdeckte Tropfsteinhöhle ist heute touristisch erschlossen und kann auf einem rund 1,5 km langen Höhlenweg besucht werden. Eine weitere Touristenattraktion bildet der prähistorische Park von Réclère. Auf einem Pfad durch den Wald kann man die Evolution der Tiere von den Fischen über die Dinosaurier bis zu den Säugetieren anhand von mehr als 30 Nachbildungen in Originalgrösse mitverfolgen.

## Galerie

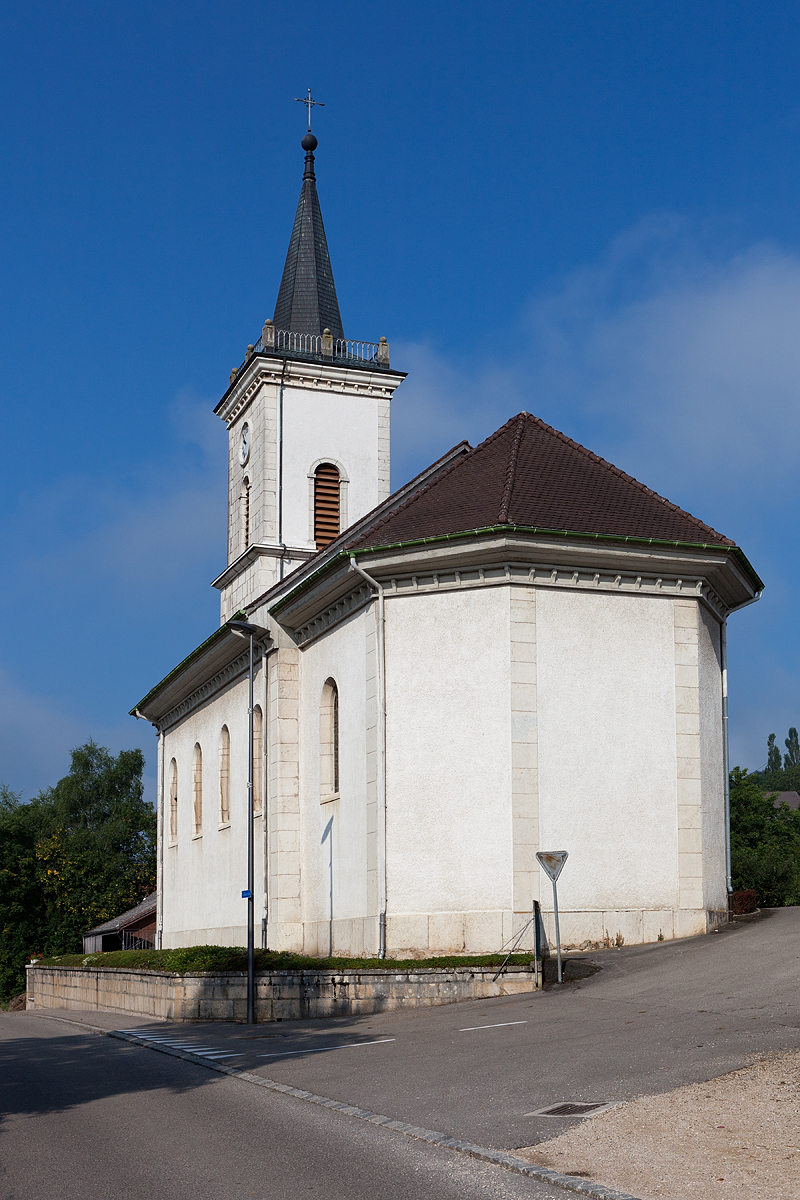
Kirche Saint-Germain et Protais
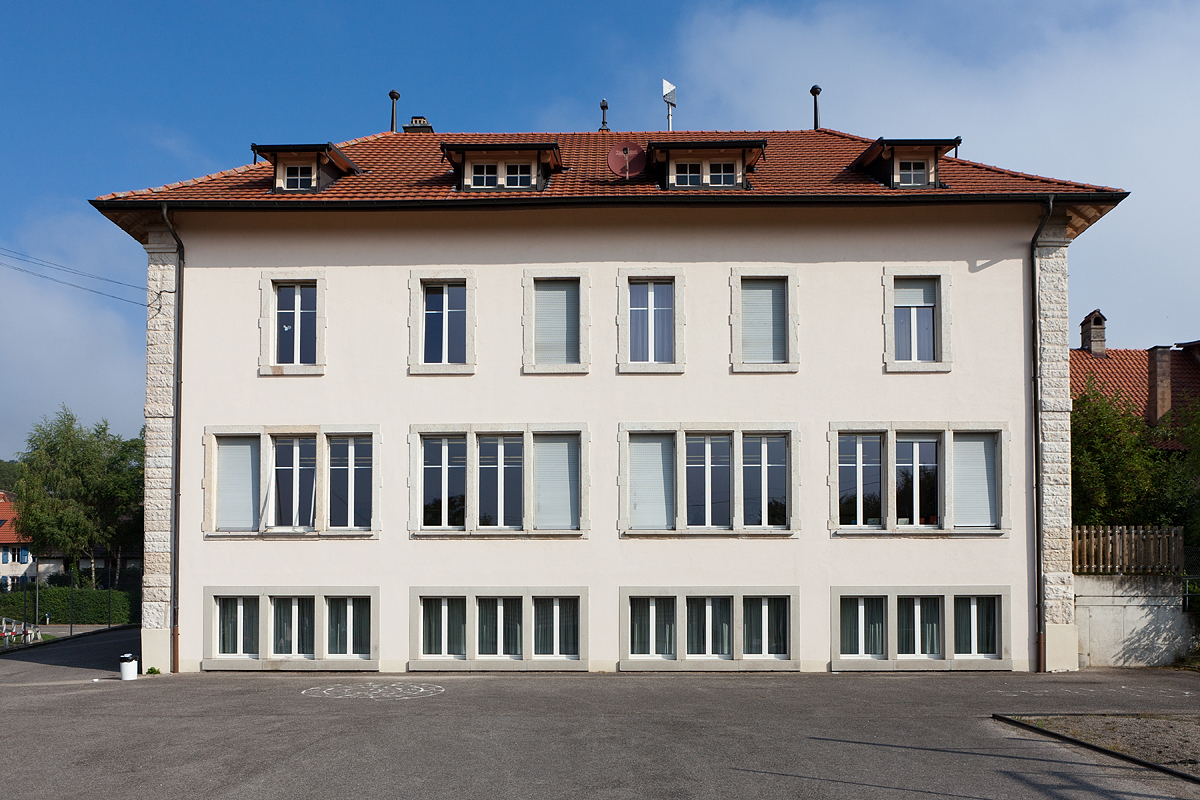
Schulhaus

## Persönlichkeiten
- Eugène Lachat (1819–1886), römisch-katholischer Bischof
- Remi, Künstler und Musiker